# The Curtain Society
The Curtain Society ist eine US-amerikanische Musikgruppe, deren Stil durch Alternative, Shoegazing und Dream Pop geprägt ist.

## Geschichte
Die Gruppe wurde 1988 in Southbridge, Massachusetts, gegründet. Neben  klassischer Rock- und Popmusik war ihr Stil vor allem geprägt von Veröffentlichungen des Labels 4AD. Nachdem anfangs noch Kassetten in Eigenherstellung vertrieben wurden, konnte nach einem 1993 abgeschlossenen Plattenvertrag mit Bedazzled Records und einigen Singleveröffentlichungen 1995 das Debütalbum Inertia erscheinen. Bereits ein Jahr später erschien das Nachfolgealbum Life Is Long, Still. Zudem wurden einige Titel der Band auf verschiedenen Samplern veröffentlicht. 
Nach einigen Jahren Pause, teilweise für kurze Touren unterbrochen, erschien 2000 die EP Volume, Tone, Tempo, die letzte Veröffentlichung ihres Labels, das kurz darauf den Betrieb einstellte. 
2005, die Band steht mittlerweile bei Orcaphat Records unter Vertrag, wurde mit Every Corner of the Room das dritte Studioalbum veröffentlicht. In den USA wurde die CD in den Serien Liebe, Lüge, Leidenschaft und Schatten der Leidenschaft erwähnt, was eine gewisse Aufmerksamkeit nach sich zog und Sendezeit in mehreren Radiostationen brachte.

## Diskografie

### Alben
- 1995: Inertia
- 1996: Life Is Long, Still
- 2005: Every Corner of the Room

### EP
- 2000: Volume, Tone, Tempo